# Iván Rodríguez (Baseballspieler)
Iván Rodríguez Torres, Spitzname Pudge, (* 27. November 1971 in Manatí, Puerto Rico) ist ein ehemaliger Baseballspieler in der Major League Baseball (MLB). In seiner Karriere hat Rodríguez 13 Golden Glove Awards, 7 Silver Slugger Awards sowie drei Player of the month Awards erhalten und war einmal Most Valuable Player.

## Karriere
Am 20. Juni 1991 bei seinem Major-League-Debüt bei den Texas Rangers wurde er der jüngste Major-League-Catcher überhaupt. Bei den Texas Rangers spielte er von 1991 bis 2002. In dieser Zeit entwickelte er sich zu einem der besten Catcher der Major Leagues. In der Saison 1999 wurde er zum MVP der regulären Saison gewählt, nachdem er 35 Home Runs schlug, 113 Runs Batted In hatte, 25 Bases stahl, einen Batting Average von .332 hatte und 41 Baserunner als Catcher auswarf. Als der Vertrag bei den Rangers auslief, wechselte er 2003 zu den Florida Marlins, mit denen er die World Series gewann. 2004 wechselte er zu den Detroit Tigers, wo er gleich einen Batting Average von .334 erreichte. Am 9. Mai 2006 spielte er als First Baseman, das erste Mal, dass er eine andere Position als Catcher spielte.
Im Juli 2008 wurde er im Tausch mit Kyle Farnsworth zu den New York Yankees transferiert. Ab 2009 spielt er dann für die Houston Astros, wurde aber nach fünf Monaten Spielzeit bei einem Spielertausch zu den Texas Rangers weitergegeben. Vor Beginn der Saison 2010 wechselte er als Free Agent erneut den Verein und schloss sich den Washington Nationals an.